# 파이팅
파이팅은 응원, 격려의 의미를 가진 감탄사이다. 국립국어원에서 파이팅의 한국어 순화어로 '아자'나 힘내자 등의 말도 순화어로 선정하기도 하였으나, 현실상에서는 이러한 구호들이 서로의 대체제로 쓰인다기보다는 모두 병용되고 있는 현상이 보인다. ('아자아자 파이팅!' 같은 식으로 쓰이는 등)

## 어원
- '파이팅'은 '싸움'이라는 뜻의 영어 'fighting'이 어원이며 이 영어 낱말은 응원이나 격려의 의미로는 쓰이지 않으나 '파이팅'은 한국어 외래어로서 변용되면서 현재의 의미를 가지게 되었다.[4][5]

## 논란
'파이팅'은 한국어로 굳어져 널리 쓰이기는 하지만 '싸움'이라는 원래의 뜻 때문에 응원이나 격려의 말로 부적절하고 외국인에게 적대감을 줄 수 있다는 비판이 있다.
'아자'는 순화어로 선정될 때, 이전의 순화어 선정 방식과는 다르게 순화어 결정에 투표 방식을 도입하여 누리꾼들의 의견을 반영하였다. 그런데 투표가 텔레비전 드라마의 유행어에서 영향을 받았으며 파이팅을 대체하기에는 무리가 있고 대중에게 인기 있는 말이 꼭 적합한 말은 아니라는 비판이 있다. 또한, '아자'를 순화어로 결정한 투표의 참여 인원이 484명이며 이후로 시행되고 있는 순화어 선정 투표의 인원도 1000명 안팎으로 그 수가 적어 순화어 결정의 정당성에 논란의 소지가 있고, 선정 투표가 인터넷에서 이루어지기 때문에 투표 왜곡에 취약하다는 비판도 있다.

## 유의어
- 아리아리[7][13]
- 얼씨구[13]
- 영차[13]
- 힘[14]

## 참고 문헌
1. ↑  
“표준국어대사전 '파이팅'”. 국립국어원. 2010년 12월 27일에 확인함.
2. ↑  “'파이팅'의 순화어 (우리말 다듬기 자료집 2005)”. 국립국어원. 2010년 12월 27일에 확인함.[깨진 링크(과거 내용 찾기)]
3. ↑  “'파이팅!(화이팅)'의 순화어 (국어순화용어자료집(1997), 생활 외래어 용어)”. 국립국어원. 2010년 12월 27일에 확인함.[깨진 링크(과거 내용 찾기)]
4. ↑  박용찬 (2004년 10월 6일). “‘파이팅’(fighting)의 다듬은 말 ‘아자’”. 국방일보. 2011년 10월 2일에 원본 문서에서 보존된 문서. 2010년 12월 27일에 확인함.
5. 1 2  
성대석 (2010년 7월 12일). “'대한민국 파이팅' 유감”. 조선일보. 2010년 12월 27일에 확인함.
6. ↑  
송한수 (2002년 3월 23일). “'파이팅' 응원 마세요”. 대한매일(현 서울신문).
7. 1 2  김창금 (2002년 4월 19일). “응원, ‘파이팅’말고 ‘아리아리’로”. 한겨레신문. 2010년 12월 27일에 확인함.[깨진 링크(과거 내용 찾기)]
8. ↑  서정보 (2004년 12월 30일). “올 최고 유행어는 ‘그런거야’”. 동아일보. 2005년 1월 4일에 원본 문서에서 보존된 문서. 2010년 12월 27일에 확인함. ‘아자, 아자, 파이팅’ KBS2 드라마 ‘풀하우스’에서 지은(송혜교)이 애교있게 외쳤던 말.
9. ↑  
신연숙 (2004년 9월 3일). “‘아자’”. 서울신문. 2010년 12월 27일에 확인함.
10. ↑  곽아람 (2004년 9월 7일). “'웰빙'→'참살이' '올인'→'다걸기'로”. 조선일보. 2016년 3월 5일에 원본 문서에서 보존된 문서. 2010년 12월 27일에 확인함. 대중에게 인기있는 단어라고 해서 우리말을 올바로 지켜나가기에도 적합하다고 할 수 있냐는 문제가 제기되고 있는 것이다.
11. ↑  “모두가 함께하는 우리말 다듬기 - ‘파이팅’은 ‘아자’로”. 국립국어원. 2004년 8월 31일. 2007년 10월 20일에 원본 문서에서 보존된 문서. 2010년 12월 27일에 확인함.
12. ↑  
이대성 (2006). “국어 순화”. 《국어 연감》. 2010년 12월 27일에 확인함. “그리고 한 사람이 여러 이용자 이름을 사용함으로써 투표 결과를 왜곡한 듯한 경우가 눈에 띄는바, 이에 대한 기술적인 해결책을 모색해야 할 것이다. 그리고 1,000명 안팎의 투표 인원으로 순화어를 결정하는 것은 정당성에 논란의 소지가 있을 수 있으므로 투표 참여자 수를 늘리는 일에 더 힘을 쏟아야 할 것으로 판단된다.”
13. 1 2 3  최용기 (2004년 7월 27일). “파이팅/‘아리아리’”. 한겨레신문. 2010년 12월 27일에 확인함.[깨진 링크(과거 내용 찾기)]
14. ↑  
윤성효 (2006년 6월 9일). “응원구호, '파이팅' 대신 '힘' 사용 늘어”. 오마이뉴스. 2010년 12월 27일에 확인함.